# Águas (Penamacor)
Águas é uma povoação portuguesa do Município de Penamacor que foi sede da extinta Freguesia de Águas, freguesia que tinha 15,19 km² de área e 300 habitantes (2011), e, por isso, uma densidade populacional de 19,7 hab/km².
A Freguesia de Águas foi extinta (agregada) pela reorganização administrativa de 2012/2013, tendo o seu território sido agregado ao das Freguesias de Aldeia do Bispo e de Aldeia de João Pires para criar a União das Freguesias de Aldeia do Bispo, Águas e Aldeia de João Pires.
Esta aldeia possui ainda um complexo termal chamado Fonte Santa, onde centenas de pessoas se deslocam para lá usufruírem destas termas.

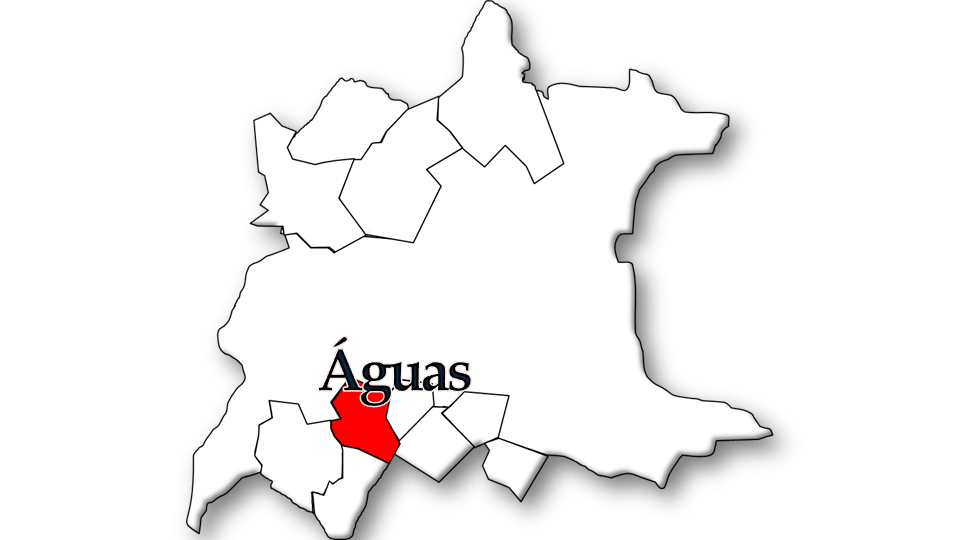
Localização no Município de Penamacor

## População
| Número de habitantes | Número de habitantes | Número de habitantes | Número de habitantes | Número de habitantes | Número de habitantes | Número de habitantes | Número de habitantes | Número de habitantes | Número de habitantes | Número de habitantes | Número de habitantes | Número de habitantes | Número de habitantes | Número de habitantes |
| -------------------- | -------------------- | -------------------- | -------------------- | -------------------- | -------------------- | -------------------- | -------------------- | -------------------- | -------------------- | -------------------- | -------------------- | -------------------- | -------------------- | -------------------- |
| 1864                 | 1878                 | 1890                 | 1900                 | 1911                 | 1920                 | 1930                 | 1940                 | 1950                 | 1960                 | 1970                 | 1981                 | 1991                 | 2001                 | 2011                 |
| 611                  | 710                  | 771                  | 819                  | 979                  | 932                  | 833                  | 1 062                | 1 092                | 946                  | 670                  | 576                  | 456                  | 330                  | 300                  |

## Património
- Casa Megre.

## Ordenação heráldica do brasão e bandeira
- Brasão: Escudo de prata, nove fontes heráldicas de azul e prata. Coroa mural de prata de três torres. Listel branco com as letras a negro " ÁGUAS - PENAMACOR ".
- Bandeira: De azul, cordões e borlas de prata e azul. Haste e lança de ouro.
- Selo: nos termos da Lei, com a legenda: "Junta de Freguesia Águas - Penamacor".  Parecer emitido pela Comissão de Heráldica da Associação dos Arqueólogos Portugueses, nos termos da Lei nº 53/91, de 7 de Agosto em 24 de Julho de 2001 e publicado no Diário da República nº 162 de 16 de Julho de 1998. Brasão "Freguesia de Águas - Penamacor"

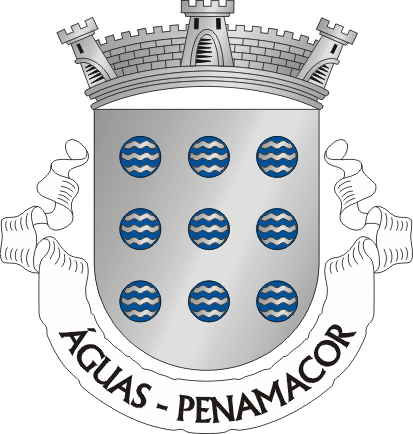
Brasão "Freguesia de Águas - Penamacor"

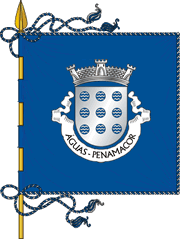

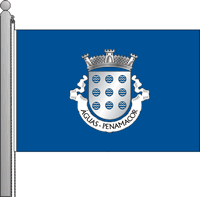